# Duitse militaire begraafplaats in Setterich
De Duitse militaire begraafplaats in Setterich is een militaire begraafplaats in Noordrijn-Westfalen, Duitsland. Op de begraafplaats liggen drieëndertig omgekomen Duitse militairen uit de Tweede Wereldoorlog.